# Northfield (Ohio)
Northfield is een plaats (village) in de Amerikaanse staat Ohio, en valt bestuurlijk gezien onder Summit County.

## Demografie
Bij de volkstelling in 2000 werd het aantal inwoners vastgesteld op 3827.
In 2006 is het aantal inwoners door het United States Census Bureau geschat op 3715, een daling van 112 (-2,9%).

## Geografie
Volgens het United States Census Bureau beslaat de plaats een oppervlakte van
2,8 km², geheel bestaande uit land. Northfield ligt op ongeveer 317 m boven zeeniveau.

## Plaatsen in de nabije omgeving
De onderstaande figuur toont nabijgelegen plaatsen in een straal van 8 km rond Northfield.